# Lepa Ves
Lepa Ves – wieś w Chorwacji, w żupanii krapińsko-zagorskiej, w mieście Donja Stubica. W 2011 roku liczyła 411 mieszkańców.